# Salerno Challenger 1989
Il Salerno Challenger 1989 è stato un torneo di tennis facente parte della categoria ATP Challenger Series nell'ambito dell'ATP Challenger Series 1989. Il torneo si è giocato a Salerno in Italia dal 26 giugno al 2 luglio 1989 su campi in terra rossa.

## Vincitori

### Singolare
Claudio Pistolesi ha battuto in finale  José Antonio Fernández con il punteggio di 6–1, 7–6, 6–1

### Doppio
Federico Mordegan /  Nicola Bruno hanno battuto in finale  Ugo Pigato /  Stefano Mezzadri con il punteggio di 7–6, 6–2